# Армяно-иранская граница
Армяно-иранская граница (арм. Հայաստան–Իրան սահման, перс. مرز ارمنستان-ایران‎) — сухопутная государственная граница между Арменией и Ираном, проходит по реке Аракс, её длина составляет 44 км. Это самая короткая государственная граница как для Армении, так и для Ирана. Тем не менее, она имеет важное экономическое значение для Армении. Две страны соединяют газопровод и мост над Араксом. В Армении близ границы расположены города Мегри и Агарак. На границе со стороны Республики Армения находится контрольно-пропускной пункт «Карчеван», через который Армению посещают иранские туристы. Со стороны Исламской Республики Иран находится контрольно-пропускной пункт «Нордуз».

## История
В результате Туркманчайского мирного договора, завершившего Русско-персидскую войну (1826—1828), была установлена граница между Российской империей и Каджарским Ираном, большая часть которой прошла по реке Аракс. После распада Российской империи с Ираном граничили Первая республика Армения и Азербайджанская Демократическая Республика, сначала независимые, а затем как республики в составе Советского Союза. После обретения Арменией независимости по результатам референдума в 1991 году появилась армяно-иранская граница. 19 марта 2007 года в городе Агарак близ границы произошла торжественная церемония запуска газопровода Иран — Армения, на котором присутствовали президенты двух стран Роберт Кочарян и Махмуд Ахмадинежад.

## Галерея
- Участок границы в районе железнодорожной станции Мегри
- Участок границы, река Аракс
- Участок Армяно-Иранской границы, река Аракс